# Franc Šebjanič
Franc Šebjanič, slovenski novinar, politik, kulturni delavec, zgodovinar, * 30. november 1920, Murska Sobota, † 26. oktober 1984, Murska Sobota
Njegov oče je bil krojač Franc st., mati pa Marija (roj. Čahuk). Šole je končal v Murski Soboti, v Prekmurju. Literarno dejavnost je začel kot pesnik in sodeloval pri uredništvu glasila Mladi Prekmurec. Po končanju srednje šole je študiral na slavistiki na Univerzi v Ljubljani. Po vrnitvi iz Ljubljane je učiteljeval v Gederovcih od 1941 do 1944. V času madžarske okupacije je bil aktivist Osvobodilne fronte. Leta 1944 je opravil dopolnjevalni učiteljski izpit v Čakovcu v Medžimurju.
Po drugi vojni je zaposlen kot novinar in uslužbenec v zveznih, republiških in drugih organih, bil je tudi sodelavec Zgodovinskega časopisa, Letopisa za zgodovino in narodopisje ter član društva zgodovinarjev Slovenije.
V zadnjih letih svojega življenja je aktivno raziskoval prekmursko zgodovino, zlasti obdobje protestantizma v Slovenski okroglini. Ukvarjal se je z začetkom prekmurske književnosti, med drugim s Štefanom Küzmičem, njegovim Nouvim Zákonom in rabo Dalmatinove Biblije med ogrskimi Slovenci.
Objavljal je kulturnozgodovinske spise in razprave o prekmurskem protestantizmu in slovensko-madžarskih stikih. Tudi je pobudil dvojezično slovensko-madžarsko šolstvo v Prekmurju in je bil soavtor več slovarjev. Za porabske Slovence je pomagal sestaviti berilo v prekmurščini.